# Niceforo II Foca
Niceforo II Foca (in greco medievale Νικηφόρος Β΄ Φωκάς, Nikēphoros II Phōkas; Cappadocia, 912 circa – Costantinopoli, 11 dicembre 969) è stato un imperatore bizantino.
Era appartenente a una famiglia di aristocratici latifondisti originaria della Cappadocia; fu uno dei più brillanti generali della storia dell'Impero bizantino, fu anche basileus dei Romei dal 2 luglio 963 fino alla sua morte.

## Biografia

### Carriera militare

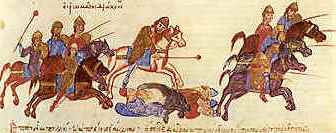
Niceforo II Foca in battaglia contro i Bulgari.

Figlio del generale Barda Foca il vecchio, nipote del condottiero Niceforo Foca il vecchio e fratello del generale Leone Foca il giovane, Niceforo II entrò a far parte giovanissimo dell'esercito, e sotto Costantino VII diventò comandante al confine orientale. Iniziò la guerra contro i musulmani, subendo una pesante sconfitta nel 956, che però riuscirà a compensare con le sue vittorie in Siria negli anni seguenti.
Nel 960 condusse una spedizione contro l'emirato di Creta, durante la quale espugnò Candia dopo un assedio di dieci mesi, strappando ai musulmani l'isola intera. Dopo aver ricevuto l'insolito onore di un trionfo, ritornò all'est con un esercito grande e ben equipaggiato. Nelle campagne militari del 962 e del 963, conquistò Aleppo in Siria con brillanti strategie, ma non furono conquiste durature.

### Il regno

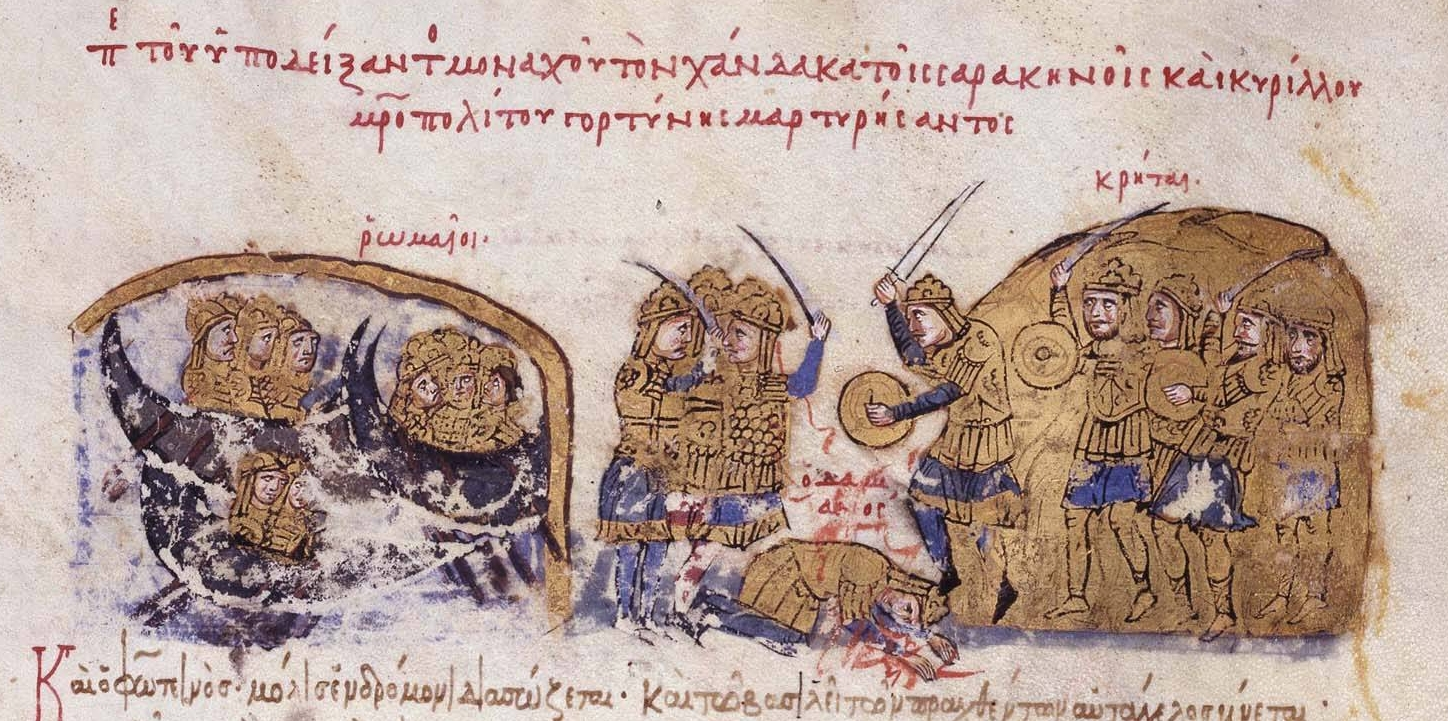
La riconquista di Creta da parte dei bizantini.

Alla morte inaspettata dell'imperatore Romano II, Niceforo, allora sul campo di Cesarea, tornò a Costantinopoli per difendersi dagli intrighi del ministro Giuseppe Bringa. Con l'aiuto di Teofano, vedova dell'imperatore, e del Patriarca di Costantinopoli Polieucte, ricevette il comando supremo sull'esercito orientale. Marciò quindi verso Costantinopoli, dove i suoi sostenitori nel frattempo, guidati dall'ex parakoimomenos Basilio Lecapeno, avevano fatto cadere il suo nemico Bringa. Per la sua popolarità nell'esercito, Niceforo fu incoronato Imperatore, insieme ai figli di Romano II, e sposò la loro madre Teofano nonostante l'opposizione del Patriarca.
Due aspetti di Niceforo condizionarono la politica dell'imperatore: la professione (Niceforo fu il primo militare a salire al trono, dai tempi di Leone V) e l'origine familiare (favorì la ricca aristocrazia fondiaria a scapito dei piccoli proprietari terrieri). Durante il suo regno, continuò la sua politica bellicosa. Dal 964 al 966 conquistò la Cilicia, espugnando Mopsuestia (oggi Maṣṣīṣa) e riducendo l'intera popolazione in schiavitù. Mentre il patrikios Niceta riconquistava Cipro nel 965, Niceforo II sconvolse nuovamente la Mesopotamia e la Siria. Nel 968 s'impadronì della maggior parte delle fortezze in Siria, e dopo la caduta di Antiochia e Aleppo si assicurò le sue conquiste con un trattato di pace.
Alla frontiera settentrionale cominciò nel 967 una guerra contro i Bulgari, ai quali i Bizantini dovevano un tributo.
L'imperatore decise quindi di rivolgersi ai Rus' di Kiev sotto il comando di Sviatoslav I, affinché in sua vece, e dietro un cospicuo pagamento in oro, fossero loro a muovere guerra contro i Bulgari.

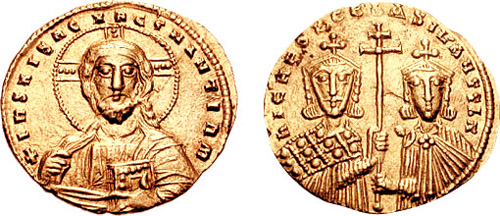
Histamenon rappresentante gli Imperatori Niceforo II Foca e Basilio II Bulgaroctono.

Niceforo II ebbe meno fortuna con le sue guerre occidentali. Dopo aver rinunciato al suo tributo all'Imam-Califfo dei Fatimidi, inviò una spedizione in Sicilia sotto il comando di Nicetas (964-965), ma fu costretto a evacuare completamente l'isola a causa delle sconfitte riportate, culminate nella Battaglia dello Stretto di Messina. Nel 967 fece pace con i musulmani fatimidi e decise di ricostruire Taranto, distrutta quarant'anni prima dai musulmani stessi. Nello stesso anno cominciò a difendersi dall'imperatore Ottone I, che aveva attaccato il patrimonio bizantino dell'Italia meridionale, ma dopo alcuni successi iniziali i suoi generali furono sconfitti e respinti verso le coste meridionali.
A causa delle alte spese dell'esercito, Niceforo II fu costretto a risparmiare in altri settori. Diminuì così gli sprechi della corte riducendo l'immunità del clero e proibì la fondazione di nuovi monasteri, nonostante avesse simpatie per lo stile di vita ascetico. In seguito, con l'introduzione di tasse opprimenti e per la svalutazione delle monete bizantine, Niceforo II perse completamente la sua popolarità, fornendo esca allo scoppio di alcune rivolte. Lasciato anche dalla moglie, la quale ordì una cospirazione con l'amante Giovanni Zimisce, altro valente generale, Niceforo II fu assassinato nella sua camera da letto del palazzo di Bukoleon a Costantinopoli. Alla sua morte, la sua famiglia insorse ma la rivolta fu repressa prontamente.

### Letteratura

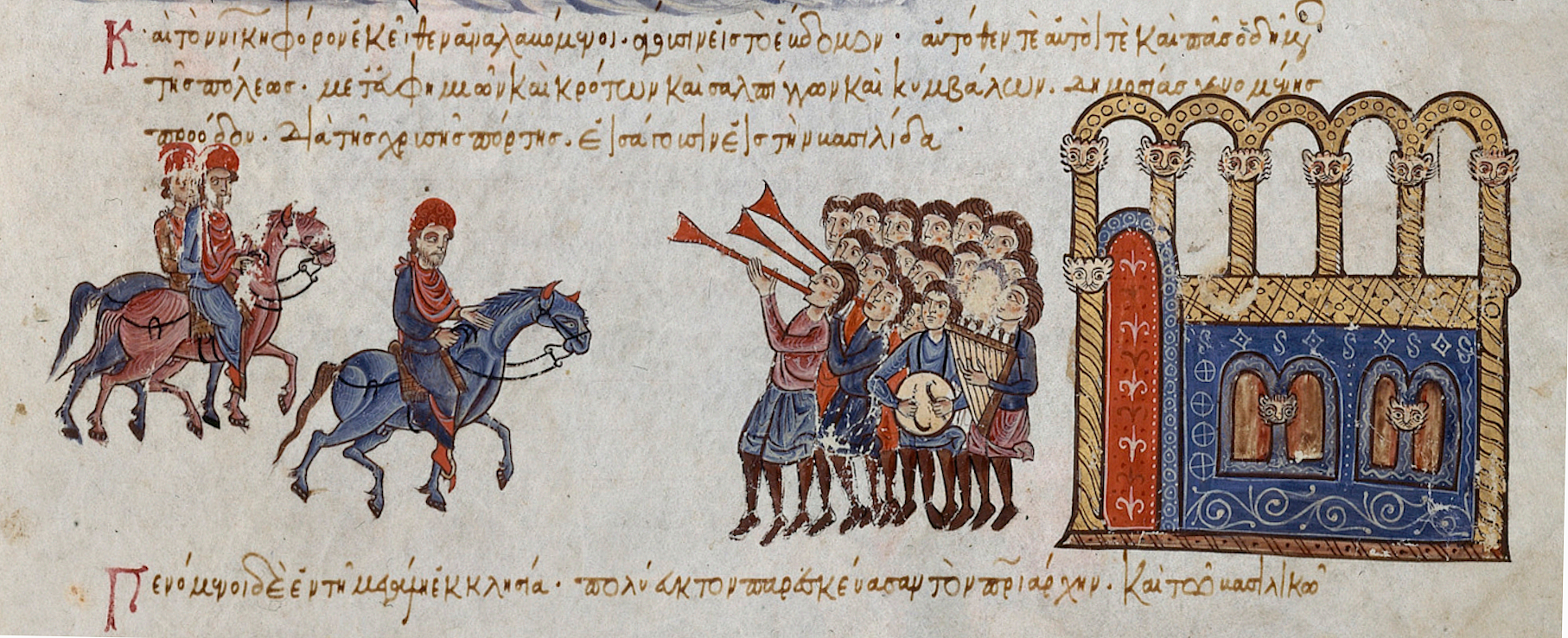
Entrata trionfante a Costantinopoli, nel 963, di Niceforo II Foca.

Niceforo fu l'autore di un trattato sulle tattiche militari bizantine, che contiene informazioni preziose riguardanti sulle strategie di guerra dell'impero bizantino, e quelle dei suoi nemici principali (arabi, bulgari, longobardi): De velitatione bellica.

## Onori moderni
Il ricordo fra i greci del grande imperatore condottiero Niceforo II Foca, non si è ancora spento. Il 19 novembre 2004, la marina militare greca ha chiamato infatti la sua decima fregata Kortenaer, F-466 Nikiforos Fokas (ex F 824 HMNLS Bloys Van Treslong), in suo onore. Inoltre nella unità periferica di Retimo a Creta vi è un comune che si chiama Niceforo Foca, mentre è da ricordare che anche molte città greche hanno una "via Niceforo Foca".

Anche a Taranto esiste "via Niceforo Foca", in quanto l'imperatore ricostruì la città nel 967.